# Nore og Uvdal
Nore og Uvdal è un comune norvegese della contea di Buskerud.

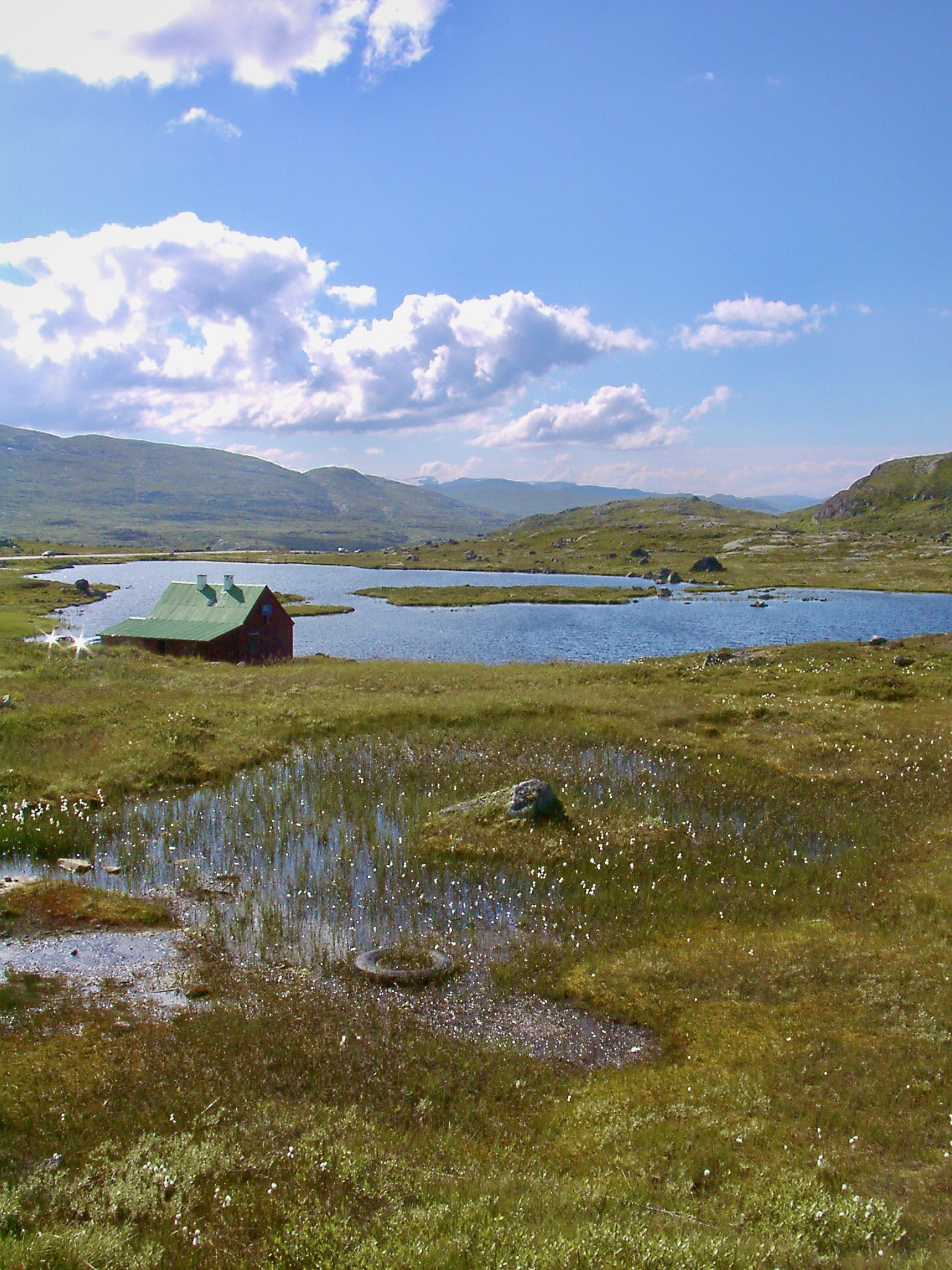
Paesaggio a Nore og Uvdal